# Marie de Fleury
Marie de Fleury (née le 2 février 1661 à Lodève, où elle est morte le 15 janvier 1732) est la fille de Jean de Fleury (seigneur de Dio, Valquières et Vernazobres) et de Diane de la Treilhe.  Elle est la sœur cadette d'André-Hercule, le futur cardinal de Fleury.  
Marie de Fleury épouse le 4 février 1680 Bernardin de Rosset de Rocozels ( ? -1720), seigneur de Rocozels de Bouloc et de Ceilhes, dont elle a 8 enfants. 
Décédée à Lodève, elle est inhumée à Ceilhes dans la chapelle Sainte Catherine, actuelle sacristie de l'église Saint-Jean-Baptiste de Ceilhes, sépulture seigneuriale depuis 1499.